# تل ملح
تل ملح (به عربی: تل ملح) یک روستا در سوریه است که در ناحیه مرکزی محرده واقع شده‌است. تل ملح ۸۷۶ نفر جمعیت دارد.